# StEG II 601–605
Die StEG II 601–605 bildeten eine Schlepptenderlokomotivreihe der Staats-Eisenbahn-Gesellschaft (StEG), einer privaten Eisenbahngesellschaft Österreich-Ungarns.
Die Maschinen wurden von der Lokomotivfabrik der StEG 1870 bis 1873 geliefert.
Sie erhielten die Betriebsnummern 601–605, die Kategorie IVa und die Namen BANAT, VALKÁNY, PERJÁMOS, VOJTEK und GATTAJA.
Die Tenderlokomotiven hatten einen eckig ausgeführten Satteltank, da auf den Maschinen wenig Platz für die Vorräte vorhanden war.
Die kleinen Fahrzeuge versahen ihren Dienst auf Nebenbahnen, kamen 1891 zur MÁV, die sie als XIIe 5601–5605 bezeichnete, und wurden schon vor 1911 ausgemustert.